# Spirostreptus vermiculus
Spirostreptus vermiculus är en mångfotingart som beskrevs av Henri Saussure och Leo Zehntner 1902. Spirostreptus vermiculus ingår i släktet Spirostreptus och familjen Spirostreptidae. Inga underarter finns listade i Catalogue of Life.